# Henning Pauly
Henning Pauly (* 25. Juli 1975 in Hirschhausen) ist ein deutscher Musiker, Musikproduzent, Gitarrist und YouTuber.

## Biografie
Nach seinem Abschluss in Arrangieren und Musiksynthese am Berklee College of Music in Boston im Mai 2000 und zehn Jahren als Musiker, Werbejingleproduzent und Prog-Rock-Produzent in Los Angeles kehrte er nach dem Tod seines Vaters zurück nach Deutschland und kaufte ein Haus in seinem Heimatdorf, um dort das 42 Studio einzurichten.
Als Bandmusiker veröffentlichte er 2003 und 2005 zwei Alben mit Frameshift bei ProgRock Records, wo später auch Soloalben unter seinem bürgerlichen Namen erschienen.
Seit 2017 hat Pauly mehrtägige Events für YouTube-Gitarristen und Gitarrenmarken veranstaltet. So organisierte er im September 2017 zusammen mit Framus / Warwick die GuitCon. Nach Meinungsverschiedenheiten über seine Rolle in der Veranstaltung zog sich Pauly zurück und führte 2018 gemeinsam mit Thomann eine ähnliche Veranstaltung namens Thomann Gearhead University (TGU) durch.

## Diskografie (Auszug)
| mit Frameshift - 2003: Unweaving the Rainbow (ProgRock Records) - 2005: An Absence of Empathy (ProgRock Records) als Henning Pauly - 2005: Credit Where Credit Is Due (ProgRock Records) - 2006: Babysteps (ProgRock Records) - 13 Days (ProgRock Records) mit Roswell Six - 2010: Terra Incognita: A Line in the Sand (ProgRock Records, 2010) mit Chain (Gitarre, Produzent) - 2003: Reconstruct - 2004: Chain.exe mit Shadow´s Mignon - 2009: Midnight Sky Masquerade für Knockdown Industries (Produzent) - 2008: EP from Hell (EP) für Project Creation (Mastering) - 2005: Floating World für Virus IV (Mastering) - 2008: Dark Sun für Campaign Like Clockwork (Produzent) - 2010: Neon For No One - 2016: The Winter Sessions - 2019: Locked In |